# ینی‌صحرا (متروی استانبول)
ینی‌صحرا (انگلیسی: Yenisahra) یکی از ایستگاه‌های خط ام۴ متروی استانبول است.
این ایستگاه که در منطقه قاضی‌کوی قرار دارد در سال ۲۰۱۲ تأسیس شده‌است.